# Lino Barros
Laudelino Barros, conhecido como Lino Barros (Bonito, 29 de junho de 1976) é um pugilista brasileiro.
É peso cruzador, atleta do Sport Club Corinthians Paulista, atual campeão latino americano pela World Boxing Organization (WBO) e possui um cartel de 39 lutas, 37 vitórias - sendo 31 por nocaute (KO) - e apenas duas derrotas.
Atualmente é o 9º colocado no ranking mundial e primeiro no ranking da América Latina.
Lino Barros também é o atual campeão Fedecentro pela World Boxing Association (WBA).

## Boxe olímpico
Como atleta olímpico, Lino Barros conquistou medalha de prata nos Jogos Pan-Americanos de 1999 em Winnipeg e participou das Olimpíadas de 2000 em Sydney.

## Team Nogueira
Lino é coordenador técnico da Team Nogueira e auxilia os irmãos Nogueira (Rogério Minotouro e Rodrigo Minotauro) nos treinos de boxe.